# Астра, Гунарс
Гунарс Астра (латыш. Gunārs Astra; 22 октября 1931, Рига — 6 апреля 1988, Ленинград) — участник латышского национального движения сопротивления, политзаключённый, советский диссидент, радиотехник.

## Биография
Гунарс Астра родился вторым ребенком в семье Лариона Астры (Астратьев) и Эльзы Эрнестины Астры (урожденной Анушевич). Братья Харийс и Леон. В 1947 году окончил 48-ю начальную школу города Риги. В 1952 году окончил Рижский электромеханический техникум с квалификацией радиотехника. C 1952 по 1953 год учился в Латвийском отделении Всесоюзного юридического заочного института. В 1958 году заочно поступил на факультет языков и литературы Рижского педагогического института, но в сентябре 1958 года был переведен на историко-филологический факультет Латвийского государственного университета, где заочно изучал английский язык до своего ареста в феврале 1961 года.
В 1961 году Гунарса Астру обвинили в шпионаже, государственной измене и антисоветской агитации и пропаганде. Был приговорён к 15 годам лишения свободы, отбывал наказание в Мордовской ССР и Пермской области.
В 1976 году вернулся в Латвию. В 1983 году его вторично арестовали и судили за хранение, воспроизведение и распространение «антисоветской» литературы. Как рецидивист приговорен к семи годам колонии особого режима и пяти годам лагеря.
1 февраля 1988 года Гунарс Астра был освобожден из-под стражи, но 6 апреля того же года скончался в больнице Ленинграда.
19 апреля Гунарс Астра был похоронен на Лесном кладбище.
Гуннар Астра был реабилитирован только после распада СССР. В конце декабря 1992 года Верховный суд Латвийской Республики признал Гунарса Астру подлежащим реабилитации по делу 1983 года. В январе 1993 года Верховный суд Латвийской Республики постановил отменить приговор Военного трибунала Балтийского военного округа 1961 года об осуждении Гунарса Астры за отсутствием состава преступления и признать Гунарса Астру реабилитированным.

## Память
- 22 октября 1991 года на Лесном кладбище был освящен памятник Гунару Астре, авторы — художник Раймондс Музыкантс и архитектор П. Штокманис.
- В 1993 году, к 75-летию Латвийского государства, на здании Рижского окружного суда на бульваре Бривибас 34 была установлена мемориальная доска, посвящённая Гунару Астре. В сквере перед зданием 20 января 2022 года открыт памятник диссиденту (скульптор Глеб Пантелеев)[3].
- В 1996 году именем Гунара Астры была названа улица в Риге.